# Brandschutzdienst

Taktisches Zeichen des Brandschutzdienstes

Der Brandschutzdienst (BsDi) ist ein Fachdienst, welcher sich mit der Brandbekämpfung und -verhütung im Rahmen des Zivil- und Katastrophenschutzes beschäftigt. Der Brandschutzdienst ist bei den Feuerwehren angesiedelt.

## Geschichte
Laut den inzwischen zurückgezogener Stärke- und Ausrüstungsnachweisung (STAN) des Bundes wurde der Brandschutzdienst durch Brandschutzzüge gestellt, die aus je 25 Einsatzkräften bestanden. Sie unterschieden sich daher von den heutigen Löschzügen nach Feuerwehr-Dienstvorschrift. In der Regel gehören diesem Fachdienst speziell vom Bund und den Ländern beschaffte Fahrzeuge, die den Kommunen zur Verfügung gestellt werden, an. Umgekehrt stellen die Kommunen das nötige Personal zur Verfügung.
Der Löschzug Löschen und Retten (LZ-R) umfasste neben einem Zugtrupp (mit Zugtruppkraftwagen und Melderkrad) zwei Löschgruppen auf je einem Löschgruppenfahrzeug 16 mit Tragkraftspritze (LF 16-TS) sowie einen Rettungstrupp, der einen RW 1 besetzte.
Der Löschzug Löschen und Wasserversorgung (LZ-W) bestand aus einem Zugtrupp (mit Zugtruppkraftwagen und Melderkrad), zwei Löschgruppen auf je einem LF 16-TS sowie einem Wasserversorgungstrupp, der einen Wasserversorgungstruppkraftwagen (WTrKW) besetzte.
Anstelle der genannten Fahrzeuge durften unter gewissen Bedingungen auch andere Fahrzeuge (zum Beispiel LF 8, Tanklöschfahrzeuge, Schlauchwagen oder Tragkraftspritzenfahrzeuge) eingesetzt werden.